# Eugeniusz Jarysz
Eugeniusz Marian Jarysz (ur. 1 lipca 1941 w Mikołajewie, zm. 8 kwietnia 2014) – polski działacz polityczny, wicewojewoda pilski (1993–1997).

## Życiorys
Z wykształcenia był inżynierem rolnictwa. W latach 90. pełnił obowiązki prezesa Zarządu Wojewódzkiego PSL. Z ramienia tego ugrupowania sprawował również funkcję wicewojewody pilskiego (1993–1997). Na początku XXI wieku był Naczelnikiem Wydziału Administracyjno Gospodarczego Wielkopolskiego Oddziału Wojewódzkiego Narodowego Funduszu Zdrowia w Poznaniu oraz szefem delegatury NFZ w Pile. W 2002 bez powodzenia kandydował do sejmiku wielkopolskiego. Odznaczony Krzyżem Oficerskim Orderu Odrodzenia Polski (1999).